# Джустино
Джустѝно (на италиански: Giustino; на ломбардски: Giustin, Джустин) е село и община в Северна Италия, автономна провинция Тренто, автономен регион Трентино-Южен Тирол. Разположено е на 780 m надморска височина. Населението на общината е 743 души (към 2018 г.).